# Pytowice
Pytowice – wieś w Polsce położona w województwie łódzkim, w powiecie radomszczańskim, w gminie Kamieńsk.
W latach 1975–1998 miejscowość administracyjnie należała do województwa piotrkowskiego.

## Zabytki
Według rejestru zabytków Narodowego Instytutu Dziedzictwa na listę zabytków wpisany jest obiekt:
- park dworski, 2 poł. XIX w., nr rej.: 348 z 24.02.1985